# Lygisaurus zuma
Lygisaurus zuma är en ödleart som beskrevs av  Couper 1993. Lygisaurus zuma ingår i släktet Lygisaurus och familjen skinkar. Inga underarter finns listade i Catalogue of Life.